# DDO 190
DDO 190 (UGC 9240) — карликовая неправильная галактика в окрестностях Млечного Пути, относительно маленькая и не имеющая чёткой структуры. Галактика находится на расстоянии 2,79 Мпк от Солнца и лежит за пределами Местной группы; расстояние было определено по вершине ветви красных гигантов. На периферии галактики наблюдаются более старые и красные звёзды, а в центре содержатся молодые голубые звёзды. В некоторых областях наблюдается нагретый газ. DDO 190 проявляет признаки звездообразования. Галактику причисляют к морфологическому типу Магеллановых карликовых галактик, подтипу неправильных галактик. Металличность составляет [Fe/H] = −1,55 ± 0,12.
DDO 190 является маленькой галактикой, но не чрезвычайно: диаметр составляет около 15000 световых лет, что приблизительно равно 1/6 от размеров Млечного Пути. Также, галактика находится за пределами Местной Группы, содержащей ближайшие галактики (Галактика Андромеды находится на расстоянии менее 3 млн световых лет от Солнца) и считается частью группы галактик M94. Однако, DDO 190 находится в отдалении от остальных объектов своей группы; ближайшим соседом является другая галактика, DDO 187, на расстоянии около 0,92 Мпк.

## История
Галактику открыл канадский астроном Сидни ван ден Берг в 1959 году и поместил её в каталог обсерватории Дэвида Данлапа.